# Вофонг

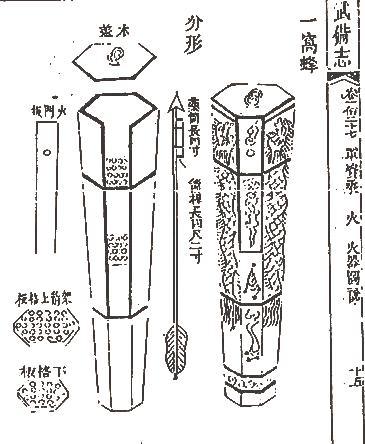
Вофонг «Гніздо з бджолиним роєм». Конструкція.

Вофонг (Кит.窩蜂; Піньінь. Wōfēng.) також відомий як  Гніздо з бджолиним роєм (Кит. 窠蜂的火器; Піньінь. Kē fēng de huǒqì.) — ранній тип ручної установки залпового вогню, як снаряди для якої використовувалися стріли, з прикріпленою до них ємністю наповненою порохом. Перші письмові згадки про цей вид зброї відносять до часів імператора Юньвеня І.

## Історичні відомості
Перша історична згадка датується 1400 роком.

## Принцип дії і застосування

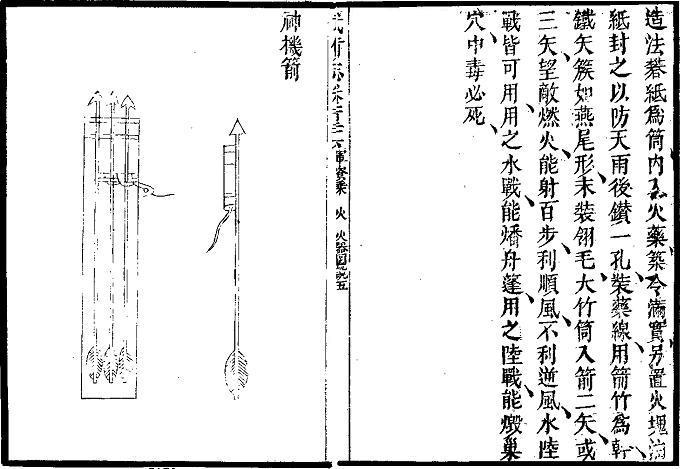
Стріла для вофонга. Конструкція.

Спираючись на дані енциклопедії Холон|шенці женфа (Точність якої в деяких аспектах критирує значна кількість сінологів), вофонг характеризується як ракетниця, що могла вмістити майже п'ятдесят стріл. Проте, на практиці їх кількість варіювалася від дев'яти до тридцяти двох. Эмність з порохом загортали в папір і кріпили до стріли, після чого під'єднювали запал. Хоча така дія проводилася з кожною стрілою окремо, їх кінці запалу були сконцентровані в одному місці, що дозволяло запалити всі стріли одночасно.
Запущена з такого приладу стріла досягала швидкості 365 км/год., що майже в двічі швидше стріли запущенної з композитного лука. Зона досягнення — ~100 метрів.
Іноді, накінечники стріл були просочені отрутою.
Машина була розрахована на знищення великої кількість ворожої сили.
Відомий також варіант вофонга, в якому замість стріл в ньому знаходилося до сотні маленьких свенцевих пуль.
Застосовувалася як у воєнних кампаніях та каральних експедиціях, так і вартовими, що обороняли Великий китайський мур від монголів.

## Інше
- Вофонг використовувався як зброя дальнього ураження войнами Імперії Мін під час 11-ї серії 2-го сезону телешоу Смертельний двобій, де ті протистояли мушкетерам.

- У деяких хроніках, солдата, озброєного вофонгом, називають «Небезпечнішим за дракона.».